# X射线断层成像测量技术
X射线断层成像（XCT）测量技术是一种新型的无损检测技术，用来检测和分析工业产品内、外部结构。其原理与传统的XCT系统相似，利用X射线从不同方向对物体进行投影，重构后得到产品的三维形貌。由于XCT扫描能够反映产品的内部结构而不对其产生破坏，因此被用于产品质量控制，在航空航天、汽车工业、食品包装和增材制造等领域得到了广泛的关注。常规XCT系统的原理、结构、应用等可以参考文章计算机断层扫描。

## 工业XCT系统
XCT已经在医疗和工业领域得到了广泛应用。利用X射线对物体的穿透规律，XCT可以检测物体内部的结构。在医院中使用的XCT设备通常由放置病人的平台和包含硬件的圆形框架组成。然而，工业XCT系统则有所不同，大体上包含一下组成部分：
- X射线管：通过加速电子轰击靶材产生锥束X射线。
- 探测器：接收穿透物体后的X射线，将其强度转变为电信号输出。
- 旋转台：用于固定待测样品和提供稳定可控的旋转。
- 运动轴：用于对样品和探测器的精确定位。
- 重构模块：将采集的投影图片重建为三维图像。
- 后处理与分析软件：检测三维图像中的表面，并对尺寸、孔隙等信息进行可视化和定量分析。

在工业XCT系统中，通常X射线管和探测器静止，由旋转台带动样品旋转，实现不同角度的采样。医学XCT系统和工业XCT系统的一个重要的区别在于，医学XCT侧重于获得清晰的图像，并尽可能减少对患者的辐射剂量。而工业XCT系统则侧重于极高的分辨率和可靠稳定的检测精度。目前，工业XCT系统已经在工业生产中得到使用。

### 针对尺寸测量的XCT系统
近些年来，工业XCT系统的应用不局限于对结构的探测，也扩展到了尺寸的测量。旨在像使用卡尺一样，使用工业XCT系统测量产品内部无法直接接触的特征。这对于目前快速发展应用的增材制造技术来说具有极大的优势，能够无损地获得产品内部复杂结构地尺寸信息。

## 测量流程
一个完整的XCT测量基本包含一下几个部分：投影采集、预处理、重构、后处理、表面提取和分析评估。

### 投影采集
投影采集旨在通过样品的旋转，实现在X射线的照射下对样品进行360°的扫描，并获取一系列投影图像。在开始采集之前，有经验的操作人员需要对XCT系统进行标定，确定采集参数，决定样品摆放角度，固定样品以及开始扫描。这整个过程通常需要进行数十分钟甚至数小时，才能获得用于测量的高质量投影图像。之后，图像会存到系统配备的计算机内，等待后续的处理和分析。

### 预处理
在实际扫描中，投影图像通常不可避免会包含很多噪声。如果噪声太大，会导致较大的测量误差。一般来说，这些噪声可能来自于X射线的波动、探测器的电子噪声、X射线和材料的相互作用（如射束硬化、散射等行为）、机械系统振动等。尽管通过提高硬件产品质量能够在一定程度上减少噪声，但是无法完全消除噪声。因此，必要的滤波、校正等过程对于测量结果的准确性至关重要。

### 重构
重构用来将投影图像转变为三维图像，这一过程依赖基于Beer-Lambert定律的重构算法。更多细节可参考《断层成像重构》。重构过后，将得到体素化的图像，其中的灰度值代表了该处对X射线的衰减系数。作为XCT测量的核心环节之一，重构质量对测量精度的影响很大。重构通常由XCT系统自带的重构模块进行。

### 后处理
重构后的三维图像可能也存在噪声，可通过后处理，利用滤波等操作提高图像的信噪比。

### 表面提取
三维图像无法直接进行测量，需要使用表面提取方法获取样品的实际表面位置。表面提取方法基于灰度值，确定哪些体素包含表面，并生成点云数据，用于获得尺寸信息。

### 分析评估
在获得样品的表面点云数据后，需要根据样品的特征，使用对应的标准数学模型，对点云进行拟合，得到对应的尺寸信息如直径、距离、长度等。此外，估计测量结果的不确定度也是必要环节。

## 现存挑战

### 测量不确定度
由于XCT测量环节众多，每个环节中又存在多个误差源。每个误差源的分布规律机器对测量结果的影响都有所不同，目前针对该方向的研究还不够全面，因此最终测量结果的不确定度的估计也还不够准确。

### 策略优化
在XCT测量的整个过程中，存在许多参数。这些参数目前还严格依赖于操作人员的经验。如何根据测量任务需求，自动规划出最优的检测策略，仍然是一大难点。

### 测量效率
目前，一次完整的测量往往需要数十分钟乃至数小时，这使得XCT测量技术尚未在工业生产线中得到广泛使用。如何在保证测量精度的前提下，提高测量速度，是目前研究的一个重点问题。

## 更多
- 计算机断层扫描
- 层析成像